# Apeadeiro de Cabanões

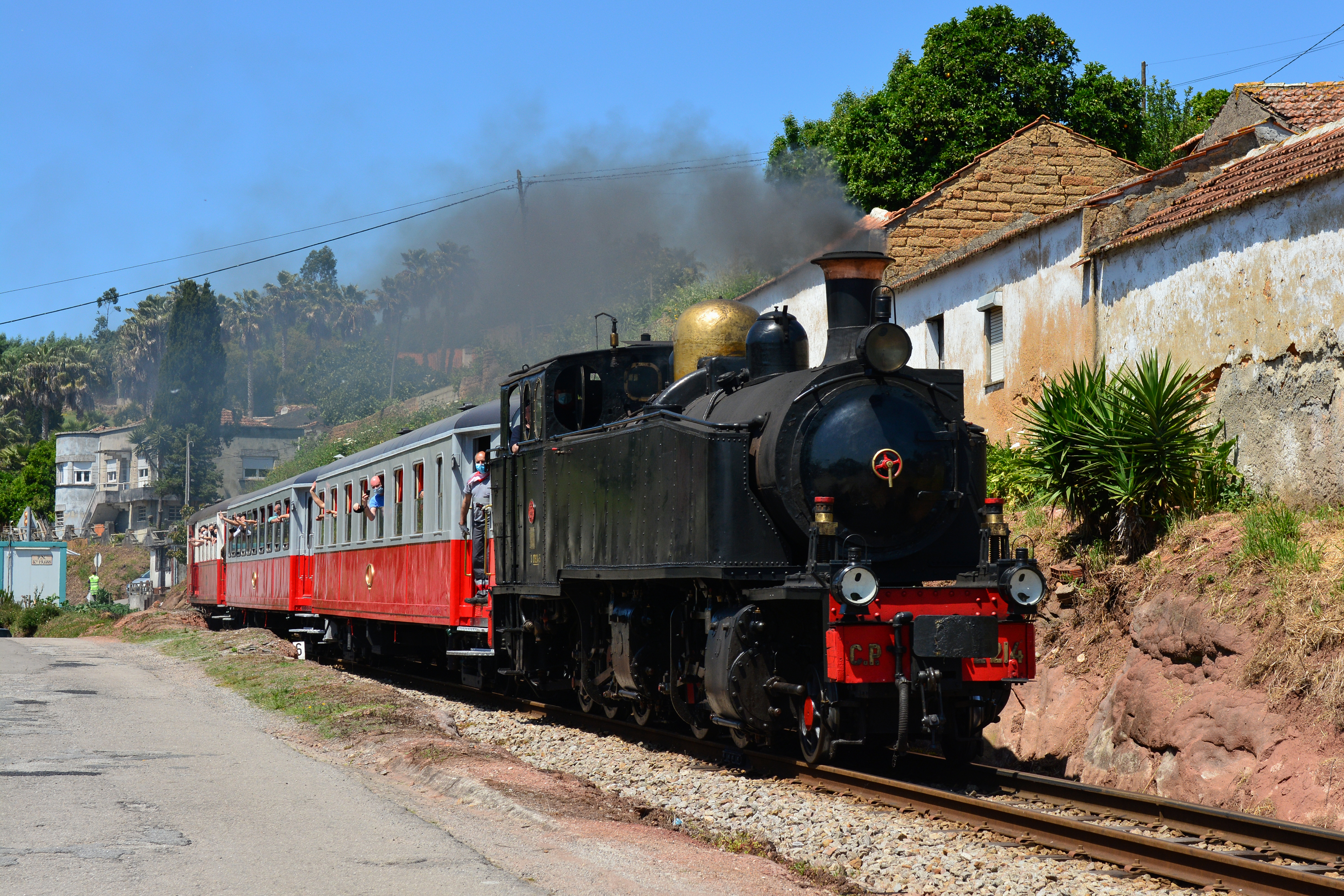
O Comboio Histórico do Vouga circulando em Cabanões, em 2021.

O Apeadeiro de Cabanões é uma gare ferroviária do Ramal de Aveiro, que serve o lugar de Cabanões, no Distrito de Aveiro, em Portugal.

## Descrição

### Serviços
Em dados de 2022, esta interface é servida por comboios de passageiros da C.P. de tipo regional, com onze circulações diárias em cada sentido, entre Aveiro e Sernada do Vouga (três destas encurtadas a Águeda ou a Macinhata do Vouga); como habitual nos apeadeiros desta linha, trata-se de uma paragem condicional, devendo os passageiros avisar antecipadamente o revisor para desembarques e assinalar da plataforma ao maquinista para embarques.

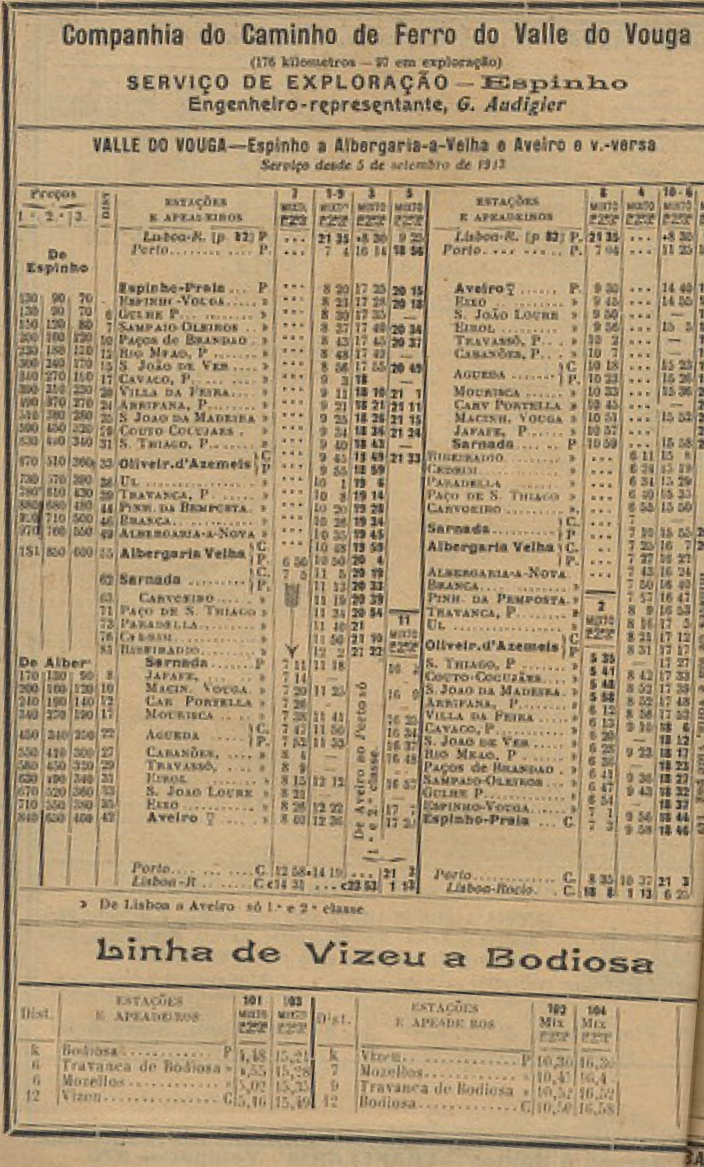
Horário da rede do Vouga em 1913, incluindo Cabanões, que surge com a categoria de paragem

## História
Esta interface situa-se no troço entre as Estações de Albergaria-a-Velha e Aveiro da rede ferroviária do Vouga, que foi inaugurado em 8 de Setembro de 1911, tendo sido construído pela Compagnie Française pour la Construction et Exploitation des Chemins de Fer à l'Étranger. Em 1 de Janeiro de 1947, a gestão da rede do Vouga passou a ser realizada pela Companhia dos Caminhos de Ferro Portugueses.
Cabanões consta já dos horários da Linha do Vouga em 1913; não obstante, em 1985 era ainda um ponto de paragem na linha, com infraestrutura mínima, sem plataformas nem abrigo para os passageiros — que foram mais tarde edificados.